# Gōshō Aoyama
Gōshō Aoyama (青山 剛昌 Aoyama Gōshō?), född 21 juni 1963 i Hokuei, Tottori, är en japansk serieskapare. Han är mest känd för att ha skapat mangaserien Mästerdetektiven Conan. Hans serier har sålts i totalt 200 miljoner exemplar världen över.